# Амман, Лукас
Лукас Амман (нем. Lukas Ammann; 1912—2017) — швейцарский актёр, известный по ролям в швейцарских и немецких кино- и телепроектах.

## Биография
Родился в семье певицы и художника. Во время обучения в гимназии юный Лукас увидел постановку «Разбойников» Фридриха Шиллера, после чего загорелся желанием стать актёром. 1933 году он поступил в актёрскую школу Макса Рейнхардта в Берлине. В 1934 году покинул Германию и вместе с актёром Генрихом Гретлером перебрался в Швейцарию. Даже в Швейцарии он испытывал немалые проблемы из-за еврейского происхождения матери. Но, по крайней мере, жизни Аммана ничего не угрожало. Вначале он работал в Санкт-Галлене, а затем в драматическом театре Цюриха, где выступал с Терезой Гизе.
В кино Лукас Амман дебютировал в 1939 году в фильме Леопольда Линдтберга «Вахмистр Штудер», главную роль в котором исполнял Гретлер. Последний же раз актёр появился на экране в 2015 году, сыграв небольшую роль в лихтенштейнской картине «Пасьянс Реюньон».

### Личная жизнь
В 1959 году Амман женился на немецкой певице-сопрано Лизлотт Эбнет, которая была младше него на 20 лет. Они прожили в браке полвека до самой её смерти в 2009 году. Даже в глубокой старости он сам продолжал вести домашнее хозяйстве и водить свой автомобиль.
Лукас Амман ушёл из жизни 3 мая 2017 года в возрасте 104 лет.